# Comune di Lemvig
Il comune di Lemvig (in danese Lemvig Kommune) è un comune della Danimarca situato nella regione dello Jutland Centrale (Midtjylland). Capoluogo è la cittadina omonima.
In seguito alla riforma amministrativa del 1º gennaio 2007 il comune è stato riformato accorpando il soppresso comune di Thyborøn-Harboøre.

## Centri abitati
I centri abitati principali del comune sono:
- Lemvig (6 802)
- Harboøre (1 385)
- Thyborøn (1 816)